# AVN Award/Male Performer of the Year
Der AVN Award for Male Performer of the Year (deutsch: AVN Award für den männlichen Performer des Jahres) ist ein Preis, der jährlich von Adult Video News vergeben wird. Der Award für männliche Darsteller wurde 1993 erstmals verliehen.
Als erster Darsteller erhielt Rocco Siffredi die Auszeichnung. Manuel Ferrara führt die Siegerliste mit insgesamt sechs Siegen an, gefolgt von Lexington Steele, Mick Blue und Evan Stone mit je drei Awards.

## Sieger und Nominierte

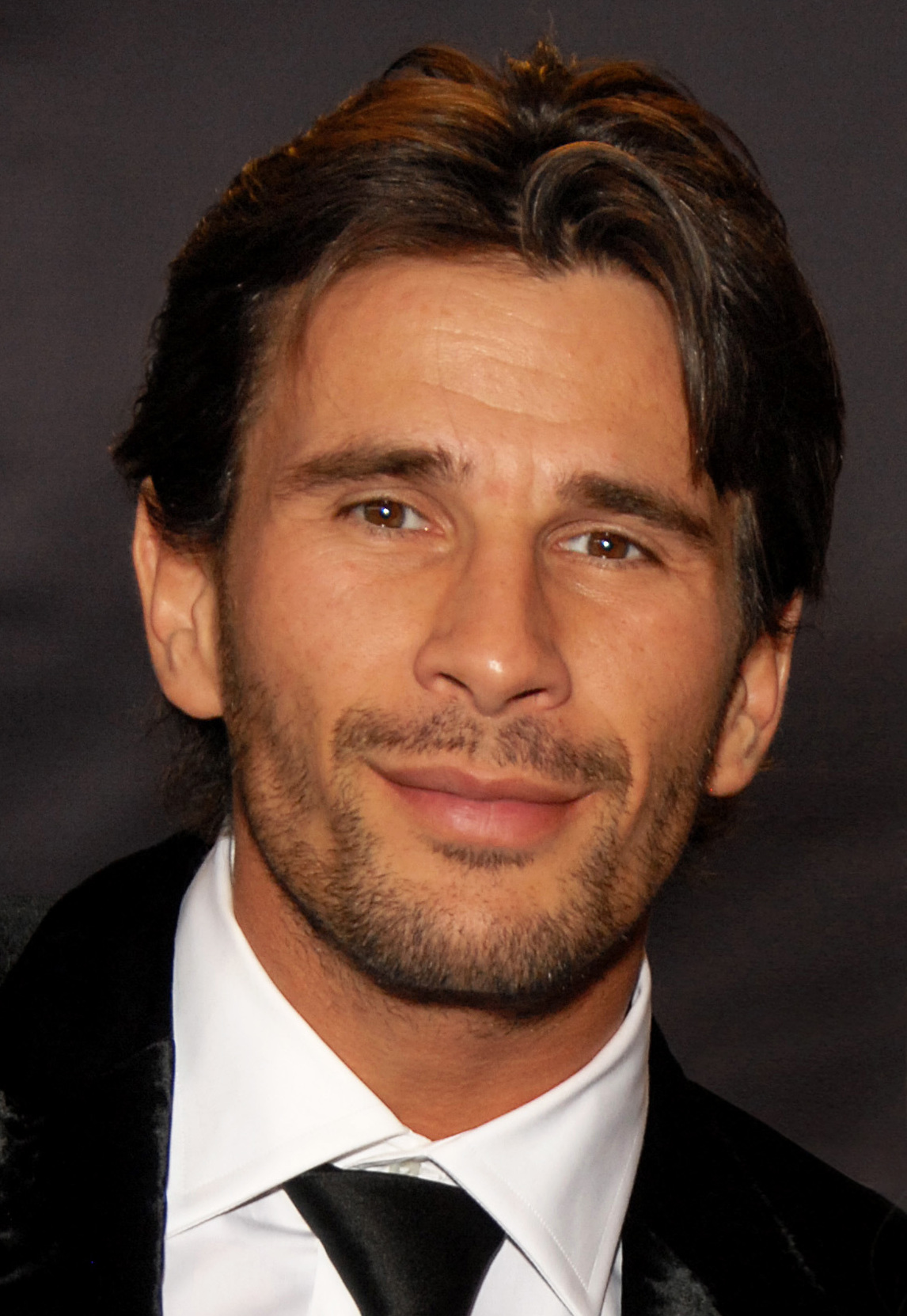
Manuel Ferrara gewann den Award sechs Mal.

| Jahr | Photo | Name             | Nominierte | Belege                      |
| ---- | --- | ---------------- | --- | --------------------------- |
| 1993 | | Rocco Siffredi   | | [ 1 ] [ 3 ] [ 4 ]           |
| 1994 | | Jonathan Morgan  | - T. T. Boy - Jon Dough - Steve Drake - Mike Horner - Sean Michaels - Rocco Siffredi - Joey Silvera - Max Steiner - Marc Wallice                                                                                      | [ 5 ] [ 6 ]                 |
| 1995 | | Jon Dough        | - Sean Michaels - Alex Sanders | [ 7 ] [ 8 ]                 |
| 1996 | | Rocco Siffredi   | - T. T. Boy - Jon Dough - Steve Hatcher - Steven St. Croix - Alex Sanders - Tony Tedeschi | [ 9 ] [ 10 ]                |
| 1997 | | T. T. Boy        | - Tom Byron - Mark Davis - Sean Michaels - Rodney Moore - Jonathan Morgan - Ed Powers - Steven St. Croix - Alex Sanders - Rocco Siffredi - Jake Steed - Max Steiner - Vince Vouyer                                    | [ 11 ] [ 12 ] [ 13 ]        |
| 1998 | | Tom Byron        | - Mark Davis - Rod Fontana - Jack Hammer - Dave Hardman - Mr. Marcus - Sean Michaels - Rodney Moore - Ed Powers - Jake Steed - Max Steiner - Vince Vouyer                                                             | [ 14 ] [ 15 ]               |
| 1999 | - Christoph Clark - Van Damage - Dave Hardman - Brandon Iron - Mr. Marcus - Sean Michaels - Alex Sanders - Kyle Stone - Vince Vouyer                                                                                | Tom Byron        | [ 16 ] [ 17 ] |                             |
| 2000 | | Lexington Steele | - Chris Cannon - Christoph Clark - Luciano - Mr. Marcus - Sean Michaels - Herschel Savage - Rocco Siffredi - Randy Spears                                                                                             | [ 18 ] [ 19 ]               |
| 2001 | | Evan Stone       | - Mark Davis - Dillion Day - Erik Everhard - Max Hardcore - Dave Hardman - Luciano - Mr. Marcus - Rocco Siffredi - Randy Spears - Nacho Vidal                                                                         | [ 20 ] [ 21 ] [ 22 ] [ 23 ] |
| 2002 | | Lexington Steele | - Christoph Clark - Anthony Crane - Dillion Day - Mr. Marcus - Rocco Siffredi - Evan Stone - Brian Surewood - Nacho Vidal                                                                                             | [ 24 ] [ 25 ] [ 26 ]        |
| 2003 | - Dillon Day - Mark Davis - Erik Everhard - Brandon Iron - Mr. Marcus - Wesley Pipes - Steven St. Croix - Michael Stefano - Evan Stone - Lee Stone - Brian Surewood                                                 | Lexington Steele | [ 27 ] |                             |
| 2004 | | Michael Stefano  | - Jay Ashley - T. T. Boy - Erik Everhard - Brandon Iron - Julian - Nick Manning - Mr. Pete - Randy Spears - Steven St. Croix - Lexington Steele - Evan Stone - Mark Wood                                              | [ 28 ]                      |
| 2005 | | Manuel Ferrara   | - T. T. Boy - Ben English - Kurt Lockwood - Mr. Marcus - Mr. Pete - Randy Spears - Michael Stefano - Evan Stone - Mark Wood                                                                                           | [ 29 ]                      |
| 2006 | - Otto Bauer - Erik Everhard - Tommy Gunn - Kurt Lockwood - Mr. Marcus - Sean Michaels - Mr. Pete - Randy Spears - Lexington Steele - Michael Stefano - Evan Stone - Lee Stone - John Strong                        | Manuel Ferrara   | [ 30 ] |                             |
| 2007 | | Tommy Gunn       | - Mark Ashley - Marco Banderas - James Deen - Erik Everhard - Manuel Ferrara - Kurt Lockwood - Scott Nails - Justin Slayer - Lexington Steele - Michael Stefano - Evan Stone - John Strong - Tony T.                  | [ 31 ]                      |
| 2008 | | Evan Stone       | - Marco Banderas - James Deen - Shane Diesel - Erik Everhard - Manuel Ferrara - Tommy Gunn - Dirty Harry - Jean Val Jean - Charlie Macc - Nick Manning - Mr. Marcus - Mr. Pete - Randy Spears - Mark Woode            | [ 32 ]                      |
| 2009 | | James Deen       | - Mark Ashley - Marco Banderas - Mick Blue - Tom Byron - Erik Everhard - Manuel Ferrara - Tommy Gunn - Shorty Mac - Nick Manning - Randy Spears - Michael Stefano - Steven St. Croix - Evan Stone                     | [ 33 ]                      |
| 2010 | | Manuel Ferrara   | - Marco Banderas - Mick Blue - Tom Byron - James Deen - Tony DeSergio - Erik Everhard - Mr. Marcus - Sean Michaels - Mr. Pete - Rocco Reed - Anthony Rosano - Evan Stone - Rico Strong - Prince Yahshua               | [ 34 ]                      |
| 2011 | | Evan Stone       | - Tom Byron - Mick Blue - James Deen - Erik Everhard - Manuel Ferrara - Tommy Gunn - Keiran Lee - Mr. Marcus - Scott Nails - Mr. Pete - Rocco Reed - Anthony Rosano - Keni Styles - Prince Yahshua                    | [ 35 ]                      |
| 2012 | | Manuel Ferrara   | - Mick Blue - Tom Byron - James Deen - Erik Everhard - Tommy Gunn - Keiran Lee - Ramón Nomar - Mr. Pete - Rocco Reed - Anthony Rosano - Lexington Steele - Evan Stone - Nacho Vidal - Prince Yahshua                  | [ 36 ]                      |
| 2013 | | James Deen       | - Mike Adriano - Mick Blue - Xander Corvus - Erik Everhard - Manuel Ferrara - Keiran Lee - Mandingo - Ramón Nomar - Mr. Pete - Tommy Pistol - Toni Ribas - Evan Stone - Nacho Vidal - Prince Yahshua                  | [ 37 ]                      |
| 2014 | | Manuel Ferrara   | - Mick Blue - Xander Corvus - James Deen - Ryan Driller - Erik Everhard - Keiran Lee - Ryan Madison - Mandingo - Ramón Nomar - Tommy Pistol - Toni Ribas - Lexington Steele - Christian XXX - Prince Yahshua          | [ 38 ]                      |
| 2015 | | Mick Blue        | - Mike Adriano - Xander Corvus - James Deen - Erik Everhard - Manuel Ferrara - Keiran Lee - Mr. Pete - Ramon Nomar - Tommy Pistol - Toni Ribas - Johnny Sins - Lexington Steele - Criss Strokes - Prince Yahshua      | [ 39 ]                      |
| 2016 | - Flash Brown - Xander Corvus - James Deen - Erik Everhard - Manuel Ferrara - Keiran Lee - Ramon Nomar - Tommy Pistol - Toni Ribas - Lexington Steele - Steven St. Croix - Chad White - Prince Yahshua              | Mick Blue        | [ 40 ] |                             |
| 2017 | - Xander Corvus - James Deen - Ryan Driller - Markus Dupree - Manuel Ferrara - Small Hands - Keiran Lee - Mandingo - Derrick Pierce - Tommy Pistol - Toni Ribas - Lexington Steele - Chris Strokes - Prince Yahshua | Mick Blue        | [ 41 ] |                             |
| 2018 | | Markus Dupree    | - Mick Blue - Xander Corvus - Charles Dera - Manuel Ferrara - Ricky Johnson - Keiran Lee - Mandingo - Ramón Nomar - Tommy Pistol - Toni Ribas - Johnny Sins - Jean Val Jean - Chad White - Prince Yahshua             | [ 42 ]                      |
| 2019 | | Manuel Ferrara   | - Mick Blue - Xander Corvus - James Deen - Dredd - Markus Dupree - Small Hands - Steve Holmes - Ricky Johnson - Jessy Jones - Keiran Lee - Mandingo - Ramón Nomar - Tommy Pistol - Johnny Sins                        | [ 43 ]                      |
| 2020 | | Small Hands      | - Mick Blue - Xander Corvus - Charles Dera - Ryan Driller - Markus Dupree - Manuel Ferrara - Seth Gamble - Steve Holmes - Ricky Johnson - Keiran Lee - Isiah Maxwell - Ramón Nomar - Derrick Pierce - Tommy Pistol    | [ 2 ]                       |
| 2021 | - Mick Blue - Xander Corvus - Charles Dera - Damon Dice - Markus Dupree - Manuel Ferrara - Seth Gamble - Ricky Johnson - Keiran Lee - Isiah Maxwell - Ramon Nomar - Tommy Pistol - Jax Slayher - Prince Yahshua     | Small Hands      | [ 44 ] |                             |
| 2022 | | Tommy Pistol     | - Mick Blue - Dante Colle - Xander Corvus - Charles Dera - Manuel Ferrara - Oliver Flynn - Seth Gamble - Quinton James - Isiah Maxwell - Ramon Nomar - Jax Slayher - Codey Steele - Michael Stefano - Zac Wild        | [ 45 ]                      |
| 2023 | | Seth Gamble      | - Mick Blue - Nathan Bronson - Dante Colle - Dredd - Manuel Ferrara - Oliver Flynn - Anton Harden - Ricky Johnson - Isiah Maxwell - Ramon Nomar - Tommy Pistol - Codey Steele - Michael Stefano - Zac Wild            | [ 46 ]                      |
| 2024 | | Isiah Maxwell    | - Mick Blue - Nathan Bronson - Manuel Ferrara - Oliver Flynn - Seth Gamble - Maximo Garcia - JMac - Ricky Johnson - Alex Jones - Scott Nails - Ramon Nomar - Tommy Pistol - Codey Steele - Michael Stefano - Zac Wild | [ 47 ]                      |
| 2025 | | Vince Karter     | - Mick Blue - Nathan Bronson - Hollywood Cash - Dan Damage - Charles Dera - Seth Gamble - JMac - Ricky Johnson - Alex Jones - Isiah Maxwell - Scott Nails - Milan Ponjevic - Codey Steele - Zac Wild                  | [ 48 ]                      |

## Rekorde
| Rekord                           | Darsteller          | Anzahl |
| -------------------------------- | ------------------- | ------ |
| Meiste Siege                     | Manuel Ferrara      | 6      |
| Meiste Nominierungen             | Manuel Ferrara      | 20     |
| Meiste Nominierungen ohne Gewinn | Erik Everhard       | 14     |
| Ältester Sieger                  | Manuel Ferrara (43) |        |
| Jüngster Sieger                  | James Deen (22)     |        |

### Gewinne nach Anzahl
- 6 Siege: Manuel Ferrara
- 3 Siege: Mick Blue, Lexington Steele, Evan Stone
- 2 Siege: Tom Byron, James Deen, Rocco Siffredi, Small Hands

### Nominierte nach Anzahl
- 20 Nominierungen: Manuel Ferrara
- 17 Nominierungen: Mick Blue
- 14 Nominierungen: Erik Everhard
- 13 Nominierungen: Evan Stone
- 12 Nominierungen: James Deen, Ramon Nomar, Tommy Pistol
- 11 Nominierungen: Keiran Lee, Mr. Marcus, Lexington Steele
- 10 Nominierungen: Xander Corvus, Prince Yahshua
- 9 Nominierungen: Manuel Ferrara, Mr. Pete, Michael Stefano
- 7 Nominierungen: Tom Byron, Ricky Johnson, Sean Michaels, Rocco Siffredi, Randy Spears
- 6 Nominierungen: Seth Gamble, Isiah Maxwell, Toni Ribas, Steven St. Croix
- 5 Nominierungen: T. T. Boy, Charles Dera, Markus Dupree, Tommy Gunn, Mandingo
- 4 Nominierungen: Marco Banderas, Mark Davis, Max Hardcore, Small Hands, Scott Nails, Codey Steele, Nacho Vidal, Zac Wild
- 3 Nominierungen: Nathan Bronson, Christoph Clark, Dillon Day, Jon Dough, Dredd, Ryan Driller, Oliver Flynn, Dave Hardman, Brandon Iron, Kurt Lockwood, Rocco Reed, Anthony Rosano, Alex Sanders, Johnny Sins, Mark Wood
- 2 Nominierungen: Mike Adriano, Mark Ashley, Dante Colle, Steve Holmes, Mike Horner, JMac, Alex Jones, Luciano, Rodney Moore, Jonathan Morgan, Ed Powers, Jax Slayher, Lee Stone, Chris Strokes, John Strong, Brian Surewood, Jean Val Jean, Vince Vouyer, Chad White